# جامار وليامز
جامار وليامز (بالإنجليزية: Jamar Williams)‏ هو لاعب كرة قدم أمريكية أمريكي، ولد في 12 يونيو 1984 في هيوستن في الولايات المتحدة.

## وصلات خارجية
- جامار وليامز على موقع مرجع كرة القدم المحترفة.كوم (الإنجليزية)